# Chonyi-Dzihana-Kauma jezik
Chonyi-Dzihana-Kauma jezik (ISO 639-3: coh; chichonyi-chidzihana-chikauma, chichonyi; stari naziv chonyi), jedan od pet mijikenda jezika, podskupina nyika (E.40) iz centralne bantu skupine u zoni E, kojim govori oko 121 000 ljudi (1994 I. Larsen BTL) u kenijskoj provinciji Coast, distrikt Kilifi.
Mnogi također govore kiswahili [swh] ili neki drugi mijikenda jezik

## Vanjske poveznice
- Ethnologue (14th)
- Ethnologue (15th)